# Raoul Daufresne de la Chevalerie
Barão Raoul Constantin Joseph Ghislain Daufresne de la Chevalerie (Bruges, 17 de março de 1881 - 25 de novembro de 1967) foi um comandante e esportista  belga. Ele foi treinador de futebol belga que competiu nos Jogos Olímpicos de Verão de 1920, ele ganhou a medalha de ouro como a Seleção Belga de Futebol.
Raoul Daufresne foi comandante durante a Segunda Guerra Mundial, da Força Livre Belga.

## Ligações Externas
- Perfil em DatabaseOlympics